# ألوبوا بيتوا
ألوبوا بيتوا (مواليد 24 يناير 1990) هو لاعب كرة قدم يلعب كمهاجم لنادي توفاجا. ولد في ناورو، ومثل منتخب توفالو الوطني وهو هدافهم التاريخي.

## النشأة
ولد بيتوا في ناورو، وبدأ لعب كرة القدم في سن العاشرة قبل أن يصبح مواطنًا توفالويًا وينضم إلى نادي فاتوكامي في عام 2005 والذي سيغير اسمه إلى نادي توفاجا في نفس العام.[بحاجة لمصدر]

## المسيرة الكروية

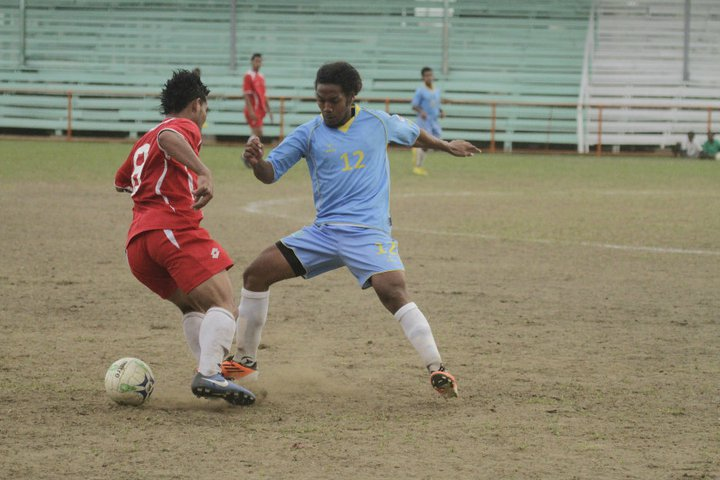
بيتوا مع توفالو في عام 2011

كان ألوبوا بيتوا هداف مسابقة دوري الدرجة الأولى في توفالو في عام 2012 وهدافًا مشتركًا مع جيمس ليبايو في عام 2021.
في عام 2012، اكتشف المدرب الهولندي فوبي دي هان بيتوا ووقع عقدًا مع نادي برابانتيا الهولندي إلى جانب فايسوا ليفا ‏، حيث تدرب في البداية مع فريقهم الاحتياطي.
في عام 2013، وقع عقدًا مع نادي وايتاكيري سيتي ‏ النيوزيلندي مع فايسوا ليفا ‏، ليصبح أول لاعبين توفالويين محترفين في التاريخ.

## المسيرة الدولية
يُعتبر بيتوا أحد أفضل اللاعبين في توفالو وهو الهداف التاريخي للمنتخب الوطني لتوفالو.
في 22 أغسطس 2011، ظهر بيتوا لأول مرة مع منتخب توفالو الوطني خلال فوز 3–0 على ساموا، مسجلاً ثلاثية في أول مباراة دولية لتوفالو منذ أربع سنوات وأعلى انتصار لهم في التاريخ.
في عام 2013، تم استدعاء بيتوا لجولة مع فريق توفالو لكرة القدم والتي أقيمت في هولندا حيث سجل هدفًا.[بحاجة لمصدر]
في 8 يونيو 2018، في كأس العالم لكرة القدم كونيفو في لندن، سجل بيتوا هدفين، مما وضع توفالو في المقدمة على تاميل إيلام، لكن خصومهم تمكنوا من تحقيق عودة دراماتيكية في الوقت بدل الضائع ليفوزوا 4–3.

## أسلوب اللعب
يلعب بيتوا بشكل أساسي كمهاجم ويشتهر به المراوغة.

## الحياة الشخصية
لم يكن بيتوا على متن طائرة حتى وصل إلى هولندا للتوقيع مع نادي برابانتيا الهولندي.

## الإحصائيات

### المنتخب
18 يوليو 2019.
| المنتخب الوطني | العام   | الظهور | الأهداف |
| -------------- | ------- | ------ | ------- |
| توفالو         | 2011    | 5      | 6       |
| توفالو         | 2012    | 0      | 0       |
| توفالو         | 2013    | 0      | 0       |
| توفالو         | 2014    | 0      | 0       |
| توفالو         | 2015    | 0      | 0       |
| توفالو         | 2016    | 0      | 0       |
| توفالو         | 2017    | 5      | 2       |
| توفالو         | 2018    | 0      | 0       |
| توفالو         | 2019    | 3      | 1       |
| المجموع        | المجموع | 13     | 9       |

قائمة النتائج والأهداف لمنتخب توفالو أولاً، ويشير عمود النتيجة إلى النتيجة بعد كل هدف لمنتخب بيتوا.
| # | التاريخ        | المكان                                      | الخصم             | الهدف | النتيجة | المسابقة                                        |
| - | -------------- | ------------------------------------------- | ----------------- | ----- | ------- | ----------------------------------------------- |
| 1 | 22 أغسطس 2011  | فيجي                                        | ساموا             | 1–0   | 3–0     | مباراة ودية                                     |
| 2 | 22 أغسطس 2011  | فيجي                                        | ساموا             | 2–0   | 3–0     | مباراة ودية                                     |
| 3 | 22 أغسطس 2011  | فيجي                                        | ساموا             | 3–0   | 3–0     | مباراة ودية                                     |
| 4 | 27 أغسطس 2011  | ملعب ريفيير ساليه، نوميا، كاليدونيا الجديدة | ساموا الأمريكية   | 1–0   | 4–0     | كرة قدم الرجال في دورة ألعاب المحيط الهادي 2011 |
| 5 | 27 أغسطس 2011  | ملعب ريفيير ساليه، نوميا، كاليدونيا الجديدة | ساموا الأمريكية   | 3–0   | 4–0     | كرة قدم الرجال في دورة ألعاب المحيط الهادي 2011 |
| 6 | 27 أغسطس 2011  | ملعب ريفيير ساليه، نوميا، كاليدونيا الجديدة | ساموا الأمريكية   | 4–0   | 4–0     | كرة قدم الرجال في دورة ألعاب المحيط الهادي 2011 |
| 7 | 5 ديسمبر 2017  | ملعب كورمان، بورت فيلا، فانواتو             | كاليدونيا الجديدة | 2–0   | 2–1     | ألعاب المحيط الهادئ المصغرة 2017                |
| 8 | 15 ديسمبر 2017 | استاد بورت فيلا البلدي، بورت فيلا، فانواتو  | تونغا             | 3–3   | 4–3     | ألعاب المحيط الهادئ المصغرة 2017                |
| 9 | 12 يوليو 2019  | ملعب كرة القدم الوطني، أبيا، ساموا          | ساموا الأمريكية   | 1–0   | 1–1     | ألعاب المحيط الهادئ 2019                        |

أهداف كونيفو
| # | التاريخ      | المكان                                   | الخصم       | الهدف | النتيجة | المسابقة                                            |
| - | ------------ | ---------------------------------------- | ----------- | ----- | ------- | --------------------------------------------------- |
| 1 | 7 يونيو 2018 | ملعب جمعية الفرسان، منطقة ساتون، إنجلترا | تاميل إيلام | 1–0   | 3–4     | كأس العالم لاتحاد الجمعيات المستقلة لكرة القدم 2018 |
| 2 | 7 يونيو 2018 | ملعب جمعية الفرسان، منطقة ساتون، إنجلترا | تاميل إيلام | 3–1   | 3–4     | كأس العالم لاتحاد الجمعيات المستقلة لكرة القدم 2018 |

## وصلات خارجية
لا توجد روابط لمواقع التواصل الاجتماعي.

- ألوبوا بيتوا على موقع قاعدة بيانات كرة القدم.إي يو (الإنجليزية)
- ألوبوا بيتوا على موقع ناشيونال فوتبول تيمز (الإنجليزية)
- ألوبوا بيتوا على موقع عالم كرة القدم.نت (الإنجليزية)